# Jane Bridge
Pour les articles homonymes, voir Bridge (homonymie).
Jane Bridge, née le 4 février 1960, est une judoka britannique. Elle fut la première championne du monde lors des Championnats du monde de New York en 1980. Elle est 8e Dan à 56 ans.

## Palmarès international
| Année | Compétition           | Lieu     | Résultat | Catégorie      |
| ----- | --------------------- | -------- | -------- | -------------- |
| 1976  | Championnats d'Europe | Vienne   | 1re      | Moins de 48 kg |
| 1978  | Championnats d'Europe | Cologne  | 1re      | Moins de 48 kg |
| 1980  | Championnats d'Europe | Udine    | 1re      | Moins de 48 kg |
| 1980  | Championnats du monde | New York | 1re      | Moins de 48 kg |